# Brenda K. Starr
Pour les articles homonymes, voir Brenda Starr et Starr.
Brenda K. Starr, née Brenda Kaplan, est une chanteuse née le 15 octobre 1966 à Manhattan (New York).
Elle a d'abord fait des tubes pop et latin freestyle aux États-Unis en 1988 : I Still Believe et What You See is What You Get. 
Mariah Carey était une de ses choristes et elle reprendra I Still Believe.
Comme La India et George Lamond, elle s'est ensuite reconvertie dans la salsa, produite par Humberto Ramírez.
En 2002, sa chanson Por Ese Hombre chantée avec Tito Nieves et Victor Manuelle remporte un grand succès.

## Biographie
Starr est né de Brenda Joy Kaplan d’un père américain juif, de l’organiste Harvey Kaplan (également connu sous le nom de Harvey Kaye du groupe Spiral Starecase des années 1960) et d’une mère portoricaine catholique.
Au début des années 1980, lors d’une rencontre fortuite avec Harry Belafonte, Starr décroche un rôle dans son film hip hop de 1984, Beat Street ; elle y est apparue comme elle-même en tant que chanteuse lors d'une audition à micro ouvert. L’apparition de Starr dans le film a attiré l’attention, menant à un contrat d’enregistrement sur Mirage Records, par le biais d’Arthur Baker, qui a fait appel à deux équipes de production (Lotti Golden et Richard Scher, et Carl Sturken et Evan Rogers) pour compléter le premier album de Starr, I Want Your Love. Le premier single, Pickin 'Up Pieces, écrit par Arthur Baker et Lotti Golden, était une sensation de club local et un succès national, culminant à la 9e place des charts de jeu du Billboard Hot Dance Club et du Maxi Singles Chart. Pickin 'Up Pieces a également déchiffré les tableaux d'affichage R & B Hip Hop.
Le second album éponyme de Starr, sorti en 1987 sur le label MCA Records avant de devenir une partie intégrante de l'actuel Universal Music Group, comprenait ce que l'on considère comme sa chanson phare, la ballade puissante I Still Believe, qui culminait à no 13 sur le Billboard Hot 100 américain, devenant le premier et le seul top 20 single de Starr sur le Hot 100. En 1998, Mariah Carey a repris cette chanson en hommage à sa mentrix. La version de Carey a culminé à la 4e place du Billboard Hot 100 et a été certifiée platine par la RIAA. L'album de Starr contenait également le message club/dance : « Ce que vous voyez est ce que vous obtenez ». Starr a eu deux succès dans le top 40 du Billboard Hot 100 : I Still Believe (qui a culminé à la 13e place) et What You See is What You Get (qui a culminé au no 24 et au no 6 sur le Hot Dance Music/Club Play).
Deux des chansons de Starr ont été incluses dans des bandes sonores de films. Sweet Surrender a été inclus dans la bande-son du film pour adolescents Plein Pot de 1988, avec Corey Haim, et « Sata » était sur la bande-son du film Lambada en 1990. À la fin des années 1980, Mariah Carey a chanté les voix de base pour Starr, et Starr a aidé Carey à obtenir un contrat d'enregistrement en donnant une cassette démo à l'exécutif de Columbia Records, Tommy Mottola, lors d'une soirée. Après avoir été abandonné de Sony/Columbia Records pour les ventes médiocres de son troisième album, By Heart, Starr travaillait de petits boulots pour subvenir à ses besoins et à ceux de sa famille.
Starr a appris l'espagnol pour rajeunir sa carrière, se réinventant avec succès en tant qu'artiste salsa/tropicale et pop latino. Après la parution de sa reprise de Herida (de la chanteuse chilienne Myriam Hernández), qui a culminé au 16e rang du Latin Pop Airplay et au 1er rang du graphique Latin Tropical/Salsa Airplay, elle a poursuivi son succès avec chaîne d'albums populaires et de hits.
Brenda était également disc-jockey au MIX 102.7 de WNEW-FM, où elle a présenté un programme intitulé Under the Stars de 21 heures à minuit le dimanche soir, avant que la station change de format. Le premier single de son septième album, Atrevete a Olvidarme, intitulé Tu Eres, lui a valu une nomination aux Billboard Latin Music Awards en 2006.
Starr est marié à Chris Petrone et a une fille, Gianna Isabella, qui s'est classée dans le top 10 d'American Idol lors de sa 15e et dernière saison en 2016.

## Discographie

### Albums
- 1985 : I Want Your Love
- 1987 : Brenda K. Starr
- 1991 : By Heart

- 1997 : Te Sigo Esperando
- 1998 : No Lo Voy a Olvidar
- 2000 : Petalos de Fuego
- 2002 : Temptation
- 2005 : Atrevete a Olvidarme (Top Tropical Albums) #9 U.S.

## Participations
- Polos Opuestos sur l'album d'N'Klabe (2006)

### Compilations
- 2002 : All Time Greatest Hits
- 2004 : So Good: 12" Club Collection

### Singles
- 1985 : Pickin' Up Pieces
- 1987 : Breakfast In Bed
- 1988 : I Still Believe
- 1988 : What You See Is What You Get
- 1991 : No Matter What (duo avec George Lamond)
- 1991 : If You Could Read My Mind
- 1997 : Herida
- 1998 : Si Me Preguntan Por Ti
- 1999 : I Still Believe/Creo en Ti
- 1999 : Senor Amante
- 2000 : Petelos De Fuego
- 2002 : Por Ese Hombre
- 2002 : Rabia (Bolero Son)
- 2005 : Tu Eres
- 2005 : Atrevete a Olvidarme

## Filmographie
- 1978 : Slow Dancing in the Big City de John G. Avildsen : Punk